# José Sulantay
José Sulantay Silva (né le 3 avril 1940 à Coquimbo et mort dans la même ville le 20 juillet 2023) est un footballeur chilien devenu manager des équipes nationales du Chili des moins de 20 ans et des moins de 17.